# Reteporellina denticulata
Reteporellina denticulata är en mossdjursart som först beskrevs av Busk 1884.  Reteporellina denticulata ingår i släktet Reteporellina och familjen Phidoloporidae.
Artens utbredningsområde är Röda havet. Utöver nominatformen finns också underarten R. d. gracilis.